# Augustin François Lemaître
Augustin François Lemaître (* 1797; † 1870) war ein französischer Reproduktionsstecher (Kupfer- und Stahlstecher), Illustrator und Lithograf.
Lemaitre war in Paris als Reproduktionsstecher tätig. Noch Jahre vor dem Durchbruch erst des Stahlstiches und dann der Fotografie dienten 1826 zwei seiner Porträt-Stiche dem Erfinder der Fotografie, Joseph Nicéphore Nièpce, als Objekt bei der Entwicklung eines neuartigen Reproduktionsverfahrens, der Heliografie.

## Werke (unvollständig)

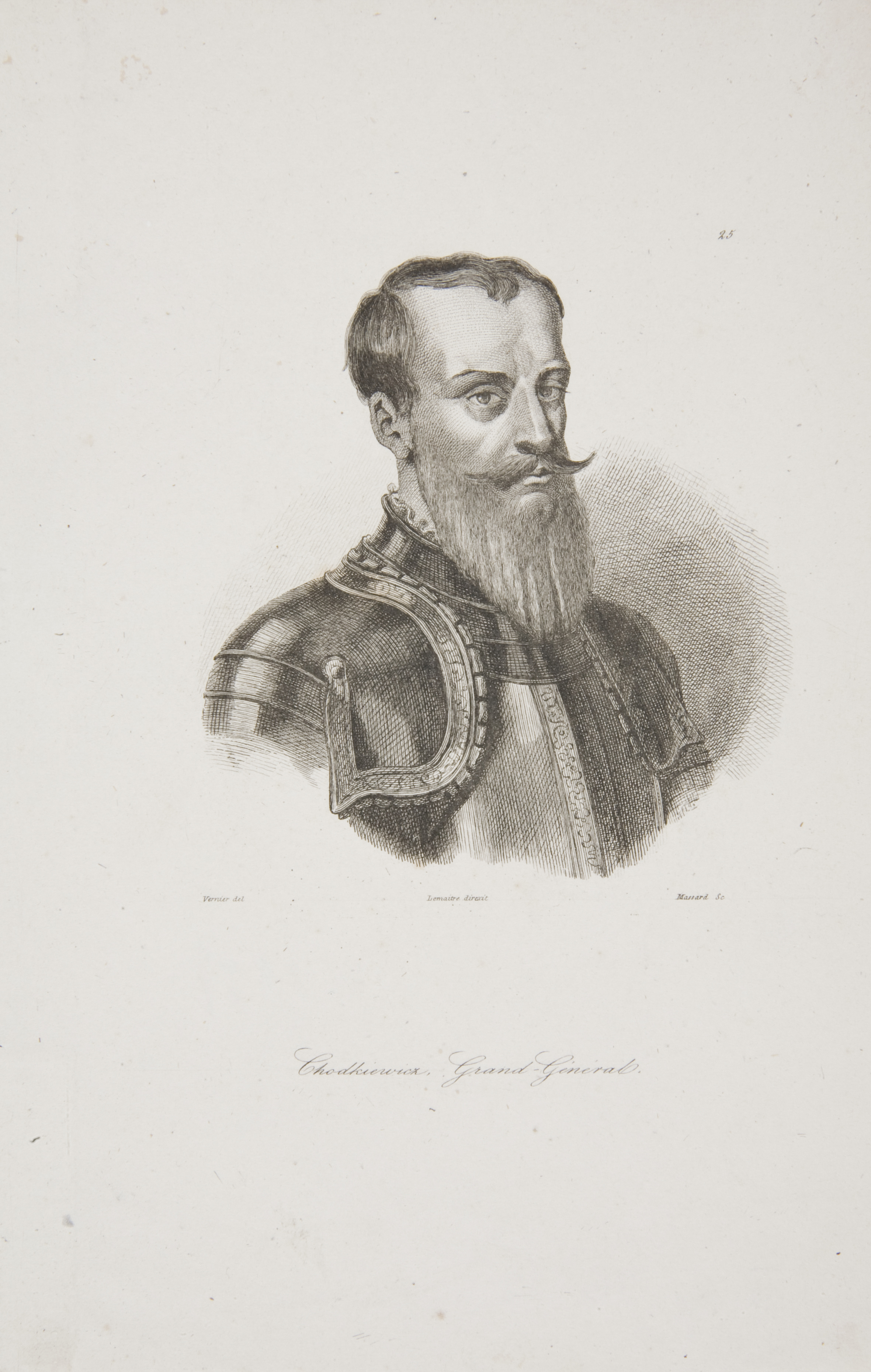
Der polnisch-litauische Feldherr Jan Karol Chodkiewicz; Stich von Lemaître

- mit Philippe Le Bas: France: Dictionnaire encyclopédique (3 Editionen in 1840 in Französisch), Firmin Didot frères, 1841; online: